# Gerbert de Montreuil
Gerbert de Montreuil ou Gibers (Gyrbers), est un poète français du nord de la France ayant vécu au XIIIe siècle.

## Biographie
Trouvère, continuateur de Chrétien de Troyes, il est l'auteur du roman en vers Gérard de Nevers, ou la Violette qui est mis en prose au siècle suivant puis traduit en allemand par Friedrich Schlegel. 